# Will Magnay
Will Scott Magnay (ur. 10 czerwca 1998 w Brisbane) – australijski koszykarz, występujący na pozycjach silnego skrzydłowego lub środkowego, reprezentant kraju, obecnie zawodnik Perth Wildcats.
12 kwietnia 2021 został zwolniony przez New Orleans Pelicans. 6 maja dołączył do australijskiego Perth Wildcats.

## Osiągnięcia
Stan na 7 maja 2021, na podstawie, o ile nie zaznaczono inaczej.
Indywidualne
- Największy postęp australijskiej ligi NBL (2020)

Reprezentacja
- Brązowy medalista uniwersjady (2019)
- Uczestnik:
  - kwalifikacji:
    - do mistrzostw Azji (2020)
    - azjatyckich do mistrzostw świata (2017 – 1. miejsce)

  - turnieju Alberta Schweiztera (2016 – 7. miejsce)